# Henry Baker Tristram
Henry Baker Tristram (Eglingham, perto de Alnwick, Northumberland, 11 de maio de 1822 — 8 de março de 1906) foi um clérigo inglês, estudioso da Bíblia, viajante e ornitólogo. Como um pároco-naturalista, ele foi um dos primeiros defensores do darwinismo, tentando conciliar evolução e criação.

## Biografia
Ele era filho do Rev. Henry Baker Tristram, nascido no vicariato de Eglingham, perto de Alnwick, Northumberland. Ele estudou na Durham School e no Lincoln College, Oxford. Em 1846 foi ordenado sacerdote.

## Trabalho diplomático, científico e missionário
Tristram foi secretário do governador das Bermudas de 1847 a 1849. Ele explorou o deserto do Saara e, em 1858, visitou a Palestina, retornando para lá em 1863 e 1872, e dividindo seu tempo entre observações de história natural e identificação de localidades mencionadas no Antigo e no Novo Testamento. Em 1873 tornou-se cônego da Catedral de Durham. Em 1881 viajou novamente para a Palestina, Líbano, Mesopotâmia e Armênia. Ele também fez uma viagem ao Japão para visitar sua filha, Katherine Alice Salvin Tristram, que era uma missionária e professora em Osaka.
Em 1858, ele leu os artigos publicados simultaneamente por Charles Darwin e Alfred Russel Wallace que foram lidos na Linnean Society, e publicou um artigo na Ibis afirmando que dada a "série de cerca de 100 cotovias de várias espécies antes de mim ... não pode deixar de se sentir convencido das opiniões apresentadas pelos senhores Darwin e Wallace". Ele tentou conciliar essa aceitação inicial da evolução com a criação. Após o famoso Debate de Oxford entre Thomas Henry Huxley e Samuel Wilberforce, Tristram, após a aceitação inicial da teoria, rejeitou o darwinismo.

Tristram foi um fundador e membro original da União dos Ornitólogos Britânicos, e nomeado membro da Royal Society em 1868. Edward Bartlett, um ornitólogo inglês e filho de Abraham Dee Bartlett, acompanhou Tristram à Palestina em 1863-1864. Durante suas viagens, ele acumulou uma extensa coleção de peles de pássaros, que vendeu para o World Museum Liverpool. 